# Allucio di Campugliano in Valdinievole
Allucio di Campugliano in Valdinievole (Campugliano, 1070-Campugliano, 23 octobre 1134) est un confesseur et un dirigeant d'hôpital toscan. Il est vénéré comme saint par l'Église catholique.

## Biographie
Allucio, fils d'Omodeo, est un éleveur de bétail qui, en même temps, se consacre à l'accueil des voyageurs sur la route voisine Florence-Lucques, l'ancienne via Cassia-Clodia, dans l'actuelle province de Pistoia. Il fonde un xénodochium avec une église dédiée aux saints Luc et Ercolano. Les chroniques de l'époque racontent qu'il s'est entouré de nombreux assistants attirés par son charisme et sa foi simple mais résolue, fondant une sorte de congrégation laïque d'assistance, les Allucii fratres.
Il fait construire un pont sur l'Arno à un endroit ou les pèlerins qui se rendent à Rome sont rançonnés par un seigneur local qui se fait grassement payer pour les transporter sur l'autre rive du fleuve.
L'activité d'Allucio, de plus en plus encouragée par les curés de Pescia et par l'évêque de Lucques lui-même, s'étend bien au-delà du Campugliano et de la Valdinievole, atteignant la plaine du Pô. Selon la légende dévotionnelle, grâce à son autorité, une guerre a été suspendue entre les villes de Faenza et Ravenne.
Allucio était un homme d'action mais aussi un grand adorateur de l'Eucharistie. Souvent, surtout pendant le Carême, il effectuait des jeûnes pénitentiels. Toujours selon la tradition hagiographique, sa renommée a attiré de nombreux pèlerins et il aurait été le protagoniste de miracles attribués à l'intercession de l'hôpital.
Allucio est décédé le 23 octobre 1134. Ses restes ont été enterrés par ses frères à l'intérieur de l'église des Saints Luc et Ercolano. Le 23 octobre 1182, compte-tenu de la grande dévotion populaire, l'évêque de Lucques le proclame saint.

## Postérité
En 1344, l'évêque de Lucques Guglielmo Dulcini ordonne au moine dominicain Paolo Lapi d'inspecter les os d'Allucio qui ont été déterrés de la fosse dans laquelle ils avaient été enterrés deux siècles plus tôt pour être placés dans une urne en pierre, puis sur le maître-autel. de l'église de Campugliano. À l'époque, l'hôpital fait partie de la « commenda dei Cavalieri Gerosolimitani » de Pise, qui l'a repris aux fratres Allucii, aujourd'hui réduits au minimum. Plus tard, il fait partie de la commanderie florentine, puis revient aux Chevaliers de Malte, qui le gardent jusqu'en 1791.
Cette année-là, à la suite des suppressions effectuées par le grand-duc de Toscane Léopold III aux dépens des ordres réguliers et chevaleresques, l'ancien hospice de Sant'Allucio, qui n'était plus utilisé aux fins pour lesquelles il a été fondé, est fermé et la structure vendue à des particuliers. L'évêque de Pescia, Francesco Vincenti, prend soin de retirer les restes d'Allucio de l'ancienne église de Campugliano et de les porter à l'Episcopat afin de leur trouver un emplacement plus approprié. Les fidèles de la paroisse nouvellement formée de Santa Lucia di Uzzano, sur le territoire de laquelle l'ancien hôpital était installé, réclament le droit de garder les os dans leur propre église et se disputent avec les chanoines de la cathédrale de Pescia, qui veulent conserver les restes dans la cathédrale. La demande de ces derniers prévaut et les os, contenus dans une nouvelle urne, sont placés dans la chapelle de la Vierge du Rosaire.
En 1934, à l'occasion du 800e anniversaire de la mort d'Allucio, l'évêque de Pescia, Angelo Simonetti, fait construire une nouvelle chapelle dédiée au saint dans la cathédrale afin de mieux exposer l'urne sacrée à la vénération des fidèles. A cette occasion, l'ancienne ville de Campugliano, devenue Botteghino di Uzzano, change de nom et devient Sant'Allucio di Uzzano, .
Enfin, en 2000, la Congrégation pour les Causes des Saints, à l'instigation de l'évêque de Pescia Giovanni De Vivo, proclame Sant'Allucio patron secondaire du diocèse de Pescia, aux côtés de la principale patronne, la Bienheureuse Vierge de Fontenova di Monsummano .

## Source de traduction
- (it) Cet article est partiellement ou en totalité issu de l’article de Wikipédia en italien intitulé « Allucio di Campugliano in Valdinievole » (voir la liste des auteurs).